# XII. Armeekorps
XII. Armeekorps var en tysk armékår under andra världskriget. Kåren organiserades den 1 oktober 1936.

## Pragoffensiven

### Organisation
Armékårens organisation den 15 maj 1944:
- 18. Infanterie-Division
- 267. Infanterie-Division
- 260. Infanterie-Division

## Fall Gelb

### Organisation
Armékårens organisation den 8 juni 1940:
- 75. Infanterie-Division
- 268. Infanterie-Division

## Befälhavare
Kårens befälhavare:
- General der Infanterie Walter Schroth, 4 februari 1938–9 april 1940
- Generaloberst Gotthard Heinrici, 9 april 1940–17 juni 1940
- General der Infanterie Walter Schroth, 17 juni 1940–19 februari 1942
- General der Infanterie Walther Gräßner, 19 februari 1942–18 februari 1943
- General der Infanterie Kurt von Tippelskirch, 18 februari 1943–1 september 1943
- General der Infanterie Kurt von Tippelskirch, 1 september 1943–4 juni 1944
- Generalleutnant Vinzenz Müller, 4 juni 1944-8 maj 1945

Stabschef :
- Generalmajor Hans Heinrich Sixt von Armin , 1 oktober 1936–10 november 1938
- Generalmajor Friedrich Mieth, 10 november 1938–26 augusti 1939
- Oberst Maximilian Grimmeiß, 26 augusti 1939–10 september 1939
- Oberst Hans-Joachim von Horn, 10 september 1939–1 juni 1940
- Oberstleutnant Ferdinand Jodl, 1 juni 1940–25 oktober 1940
- Oberstleutnant Siegfried von Waldenburg, 25 oktober 1940–3 mars 1942
- Oberst Kurt Lottner, 3 mars 1942–13 mars 1942
- Oberst Fritz Ulrich, 14 mars 1942–10 december 1942
- Oberst Herbert Köstlin, 10 december 1942–17 augusti 1943
- Oberst Paul Reichelt, 18 augusti 1943–14 december 1943